# Neomaorina pseudapicalis
Neomaorina pseudapicalis är en tvåvingeart som först beskrevs av Harrison 1959.  Neomaorina pseudapicalis ingår i släktet Neomaorina och familjen prickflugor. Inga underarter finns listade i Catalogue of Life.